# Prvenstvo Hrvatske u dvoranskom hokeju 1994.
Prvenstvo Hrvatske u dvoranskom hokeju za 1994. je osvojio Jedinstvo iz Zagreba. 

Prvenstvo je igrano između 8. siječnja i 20. ožujka 1994. godine.

## Ljestvice i rezultati

### I. liga

#### Ljestvica
| mj | klub                       | ut | pob | ner | por | gol+ | gol- | bod |             |
| -- | -------------------------- | -- | --- | --- | --- | ---- | ---- | --- | ----------- |
| 1. | Marathon (Zagreb)          | 14 | 13  | 0   | 1   | 117  | 52   | 26  | doigravanje |
| 2. | Zelina (Sveti Ivan Zelina) | 14 | 10  | 1   | 3   | 85   | 65   | 21  | doigravanje |
| 3. | Jedinstvo (Zagreb)         | 14 | 9   | 1   | 4   | 106  | 58   | 19  | doigravanje |
| 4. | Mladost (Zagreb)           | 14 | 6   | 2   | 6   | 61   | 61   | 14  | doigravanje |
| 5. | Concordia (Zagreb)         | 14 | 6   | 0   | 8   | 75   | 83   | 12  |             |
| 6. | Centar (Zagreb)            | 14 | 3   | 1   | 10  | 66   | 96   | 7   |             |
| 7. | Trešnjevka (Zagreb)        | 14 | 3   | 1   | 10  | 28   | 74   | 7   |             |
| 8. | Voće-Dona (Zagreb)         | 14 | 2   | 2   | 10  | 44   | 93   | 6   |             |

#### Doigravanje za prvaka
| klub1                      | klub2         | rezultati     |
| poluzavršnica              | poluzavršnica | poluzavršnica |
| -------------------------- | ------------- | ------------- |
| "Jedinstvo                 | Zelina        | 8:3*, 9:8     |
| Mladost                    | Marathon      | 2:7*, 3:6     |
|                            |               |               |
| završnica                  |               |               |
| Jedinstvo                  | Marathon      | 7:4, 3:5*     |
|                            |               |               |
| * domaća utakmica za klub1 |               |               |

### II. liga
| mj | klub                | ut | pob | ner | por | gol+ | gol- | bod    |
| -- | ------------------- | -- | --- | --- | --- | ---- | ---- | ------ |
| 1. | Akademičar (Zagreb) | 6  | 5   | 0   | 1   | 43   | 16   | 10     |
| 2. | Zagreb (Zagreb)     | 6  | 4   | 1   | 1   | 22   | 16   | 9      |
| 3. | Olimpija (Zagreb)   | 6  | 1   | 2   | 3   | 16   | 33   | 4      |
| 4. | Sloga (Zagreb)      | 6  | 0   | 1   | 5   | 16   | 32   | 0 (-1) |

## Konačni poredak
1. Jedinstvo (Zagreb)
2. Marathon (Zagreb)
3. Zelina (Sveti Ivan Zelina)
4. Mladost (Zagreb)
5. Concordia (Zagreb)
6. Centar (Zagreb)
7. Trešnjevka (Zagreb)
8. Voće - Dona (Zagreb)
9. Akademičar (Zagreb)
10. Zagreb (Zagreb)
11. Olimpija (Zagreb)
12. Sloga (Zagreb)